# Turneja: Bilo jednom u Hrvatskoj Maksimir
Turneja: Bilo jednom u Hrvatskoj Maksimir posnetek koncerta Hrvaškega pevca Marka Perkovića Thompsona 17. junija 2007 na Zagrebškem stadionu Maksimir, ki ga je obiskalo več kot 70.000 obiskovalcev.

## Seznam skladb
1. Uvod  (Intro)
2. Početak
3. Dolazak Hrvata
4. Duh ratnika
5. Ne varaj me
6. Prijatelji
7. Tamo gdje su moji korijeni
8. Moj Ivane
9. Stari se
10. Sine moj
11. Ratnici svjetla
12. Neću izdat ja
13. Moj dida i ja
14. E, moj narode
15. Kletva kralja Zvonimira
16. Reci, brate moj
17. Zaustavi se vjetre
18. Croatio, iz duše te ljubim (Tomislav Bralić in klapa Intrade)
19. Lijepa li si
20. Lipa Kaja
21. Iza devet sela
22. Bojna Čavoglave
23. Neka ni'ko ne dira u moj mali dio svemira
24. Geni kameni
25. Diva Grabovčeva
26. Dan dolazi
27. Lijepa li si